# Vilagrasseta
Vilagrasseta és un poble de 27 habitants pertanyent al municipi de Montoliu de Segarra (Segarra). Està situat al sector septentrional del terme municipal, a la dreta del torrent de Vilagrasseta.
El poble, que abans del segle xiii s'anomenava Vilagrassa, fou fins a mitjans del segle xix, un municipi independent. El lloc i el castell de Vilagrasseta és esmentat des del 1059, en què els comtes de Barcelona Ramon Berenguer I i Almodis el donaren a Dalmau Gerovard i a la seva muller Eizolina. Passà, com Montoliu, als Cervera i Ramon de Cervera el donà el 1227 al monestir de Santes Creus. Hi havia tingut drets de castlania l'Orde de l'Hospital.
L'església de Sant Andreu (de la qual depèn Santa Maria de Gramuntell) conserva unes parets del temple primitiu, però fou refeta dins una estètica neoclàssica al segle xviii. Destaca també la Capella de Sant Julià.
Vilagrasseta fou el primer poble de Catalunya en dedicar una plaça al Referèndum de l'1-O.